# Laurent Bezault
Laurent Bezault (* 8. März 1966 in Boulogne-Billancourt) ist ein ehemaliger französischer Radrennfahrer und nationaler Meister im Radsport.

## Sportliche Laufbahn
Bezault war im Straßenradsport aktiv. Er gewann als Amateur die Rennen Tour d’Eure-et-Loir 1985 und 1987, Trois Jours de Cherbourg 1986, Tour de la Loire 1987, Boucles de la Mayenne, Annemasse–Bellegarde–Annemasse, Paris–Roubaix Espoirs, Paris–Troyes, Paris–Épernay, Créteil–Beaugency, Grand Prix de Châteaudun 1988. Im Einzelzeitfahren Chrono des Herbiers 1986 kam er auf den 2. Platz, ebenso im Paarzeitfahren Duo Normand. 1988 gewann er die nationale Meisterschaft im Mannschaftszeitfahren, 1986 war er Vizemeister geworden und 1985 hatte er den 3. Platz belegt. In der Tour de l’Avenir 1987 wurde er Zweiter hinter Marc Madiot, wobei er das Einzelzeitfahren gewann. In der Internationalen Friedensfahrt 1988 kam er auf den 7. Rang und war damit bester Fahrer aus Westeuropa.
Bezault war Teilnehmer der Olympischen Sommerspiele 1988 in Seoul. Im olympischen Straßenrennen wurde er 91. Im Mannschaftszeitfahren verpasste Frankreich mit Laurent Bezault als Vierter knapp das Podium. 1988 erhielt er die Auszeichnung „Wolber d’or“ für den besten französischen Amateur des Jahres.
Von 1988 bis 1994 war er Berufsfahrer. 1989 siegte er in der Tour de Vendée, 1993 gewann er eine Etappe der Tour du Limousin. Mit Chris Boardman als Partner gewann er das Duo Normand 1993. Zweite Plätze holte er 1988 in der Coppa Sabatini, in der französischen Straßenmeisterschaft 1989, in der In der Tour de l’Avenir 1989 hinter Pascal Lino, in der Tour Poitou-Charentes en Nouvelle-Aquitaine 1992, bei Paris-Camembert und bei Paris–Nizza hinter Alex Zülle sowie im Circuit de la Sarthe 1993. Dritter wurde er 1992 in der Vuelta a Aragón, in der Tour de Vendée und in der Ronde van Nederland sowie bei Florenz–Pistoia 1993.
In der Tour de France 1989 wurde er 43., im Giro d’Italia 1992 53. Den Giro 1993 beendete er nicht.

## Berufliches
Bezault war nach seiner aktiven Karriere für die Amaury Sport Organisation (ASO) und die Union Cycliste Internationale (UCI) tätig. So arbeitete er in der Organisation der Tour du Faso und anderer Rennen in Afrika. Er lebt teilweise in Ouagadougou in Burkina Faso, der Heimat seiner Frau.